# Ar-Ruways
ar-Ruways, eller al-Ruways, (arabiska: الرويس) är en ort i Förenade arabemiraten. Den ligger i emiratet Abu Dhabi, i den västra delen av landet, 170 kilometer väster om huvudstaden Abu Dhabi. Antalet invånare är omkring 16 000.